# Frantz (film)
A Frantz 2016-ban bemutatott német-francia filmdráma François Ozon rendezésében. A főbb szerepekben Pierre Niney és Paula Beer látható. 
Franciaországban 2016. szeptember 7-én mutatták be, Németországban 2016. szeptember 29-én, Magyarországon pedig 2017. május 18-án. A filmben nyújtott alakításáért Paula Beer a 2016-os Velencei Nemzetközi Filmfesztiválon elnyerte a legjobb fiatal színésznőnek járó díjat.

## Szereplők
- Pierre Niney
- Paula Beer
- Anton von Lucke
- Johann von Bülow
- Ernst Stötzner
- Marie Gruber
- Michael Witte
- Cyrielle Clair